# Đá Trâm Đức
Đá Trâm Đức (tiếng Anh: Meijiu Reef; tiếng Trung: 梅九礁, bính âm: Meijiu Jiao) là một rạn san hô thuộc cụm Thị Tứ của quần đảo Trường Sa. Đây là một rạn đá "nửa nổi nửa chìm" (cạn nước khi thủy triều thấp) rộng khoảng 1,8 km theo trục bắc-nam, dài khoảng 4 km theo trục đông-tây, có dạng hình chữ V với hướng mở về phía đông. Đá này nằm vế phía đông-bắc của đảo Thị Tứ khoảng 2,3 km. Tọa độ của rạn san hô này là 11°03′B 114°19′Đ / 11,05°B 114,317°Đ.
Đá Trâm Đức là đối tượng tranh chấp giữa Việt Nam, Đài Loan, Philippines và Trung Quốc. Hiện chưa rõ nước nào thực sự kiểm soát rạn san hô này.

## Hình ảnh
| đá Vĩnh Hảo đá Trâm Đức đảo Thị Tứ đá Tri Lễ đá Hoài Ân đá Cái Vung Đá Trâm Đức và các thực thể địa lý phụ cận (nguồn ảnh: NASA). Tài liệu hàng hải quốc tế gọi tập hợp rạn san hô này là cụm Thị Tứ (Thitu Reefs). |